# 利普里安法兰克人
利普里安法兰克人，为古罗马时代依莱茵河中游居住的法兰克人。

## 词源
利普里安人（Ripuarian），其变体有Ripaurii和Riparii。根据Perry的说法，这个词可能源自罗马人的词汇ripa，意为河滨，所以这个词指代莱茵河滨的人民。但其他历史学家怀疑Ripuarian与Ripa的联系。通说认为，Ripuarian指的是“莱茵河滨居民”，利普里安法兰克人这个称谓是用来与撒利法兰克人（Salian Franks）区别。根据Perry的说法撒利法兰克人的称呼源自IJssel河，另有学者认为撒里法兰克人的词源是“咸海”( salty sea )。
首次非正式地提及利普里安人是哥德人历史学家约达尼斯 。约达尼斯著作《哥德史》提到，在大约公元451年的时候，Riparii作为罗马将军埃提乌斯的盟友之一，作为罗马人的辅助部队参与了沙隆会战。原文引用如下：“……Hi enim affuerunt auxiliares: Franci, Sarmatae, Armoriciani, Liticiani, Burgundiones, Saxones, Riparii, Olibriones…… ”。

## 文化
利普里安同样是利普里安法兰克人所使用的语言的名称，它是中部法兰克方言的一种。
古法兰克神话和宗教属于日耳曼传统，他们的多神信仰一度相当繁荣，直到克洛维皈依天主教，之后异教信仰逐渐消亡。

## 历史
罗马皇帝马克西米安在特里尔战役中击败的那支法兰克人军队，就是由利普里安法兰克人构成。在公元5世纪，法兰克人开始移居安德納赫地区，直抵莱茵河滨，并占据科隆。从而他们占有了莱茵河左岸地区，此地区历来被称作下日耳曼尼亞（Germania Secunda）。他们进而进入比利時高盧地区，南进到摩泽尔河，但并未占据特里尔城。
利普里安法兰克人开始在历史著作中被提到是公元7世纪中叶，那时他们从统治法兰克王国的撒里法兰克人那里得到了利普里安法典 。